# Piaf (krater)
För andra betydelser, se Piaf.
Piaf är en nedslagskrater med en diameter på 39 kilometer, på planeten Venus. Piaf har fått sitt namn efter den franska sångerskan Édith Piaf.